# چپری، نوشیره
چپری (به انگلیسی: Chapri) یک منطقهٔ مسکونی در پاکستان است که در شهرستان نوشهره واقع شده‌است. چپری ۱٬۰۸۹ متر بالاتر از سطح دریا واقع شده‌است.